# Wasa Royals 2022
Questa voce raccoglie le informazioni riguardanti i Wasa Royals nelle competizioni ufficiali della stagione 2022.

## Maschile

### Prima squadra

#### I-divisioona 2022

##### Stagione regolare
| Vaasa 17 luglio 2022, ore 14:00 1ª giornata | Wasa Royals | 49 – 0 (13-0 8-0 14-0 14-0) referto | Tampere Saints | Kaarlen kenttä (280 spett.)\| Arbitro: \| P. Roimela \| |
| Arbitro:                                    | P. Roimela  |                                     |                |                                                         |

| Vantaa 23 luglio 2022, ore 18:30 2ª giornata | Vantaan TAFT | 28 – 56 (14-14 0-14 14-22 0-6) referto | Wasa Royals | Myyrmäen jalkapallostadion |

| Vaasa 31 luglio 2022, ore 14:00 3ª giornata | Wasa Royals | 48 – 0 (14-0 14-0 13-0 7-0) referto | Pori Bears | Kaarlen kenttä (300 spett.)\| Arbitro: \| Ni. Olsson \| |
| Arbitro:                                    | Ni. Olsson  |                                     |            |                                                         |

| Tampere 6 agosto 2022, ore 17:30 4ª giornata | Tampere Saints | 7 – 41 (0-7 7-14 0-13 0-7) referto | Wasa Royals | Pyynikin urheilukenttä (292 spett.)\| Arbitro: \| J. Kalliokoski \| |
| Arbitro:                                     | J. Kalliokoski |                                    |             |                                                                     |

| Vaasa 13 agosto 2022, ore 14:00 5ª giornata | Wasa Royals | 55 – 14 (14-0 14-7 7-7 20-0) referto | Vantaan TAFT | Kaarlen kenttä (250 spett.)\| Arbitro: \| J. Kalevo \| |
| Arbitro:                                    | J. Kalevo   |                                      |              |                                                        |

| Pori 20 agosto 2022, ore 18:00 6ª giornata | Pori Bears    | 0 – 43 (0-14 0-7 0-22 0-0) referto | Wasa Royals | Porin urheilukeskus (185 spett.)\| Arbitro: \| M. Makarainen \| |
| Arbitro:                                   | M. Makarainen |                                    |             |                                                                 |

##### Playoff
| Arbitri: | R-V Suojanen S. Carlsson H. Hogman J-P Schroderus P. Roimela |

| |           |                                                                       |
| Barrow 8':16" Q2 (TD) 1yd run Jalloh 4':42" Q2 (TD) 88yd pass from Haapamaki Barrow 2':18" Q2 (TD) 26yd pass from Haapamaki T. Suoste 7':55" Q3 (TD) 7yd run Barrow 2':08" Q3 (TD) 38yd pass from Haapamaki R. Viinamaki Q3 (tpc) pass from Haapamaki Barrow 7':11" Q4 (TD) 1yd run | Marcatori | E. Ojala 3':46" Q4 (TD) 22yd pass from T. Palmer J. Tuhkanen Q4 (pat) |

#### Statistiche di squadra
| Competizione      | %Vittorie | In casa | In casa | In casa | In casa | In casa | In casa | In trasferta | In trasferta | In trasferta | In trasferta | In trasferta | In trasferta | Totale | Totale | Totale | Totale | Totale | Totale |
| Competizione      | %Vittorie | G       | V       | N       | P       | Pf      | Ps      | G            | V            | N            | P            | Pf           | Ps           | G      | V      | N      | P      | Pf     | Ps     |
| ----------------- | --------- | ------- | ------- | ------- | ------- | ------- | ------- | ------------ | ------------ | ------------ | ------------ | ------------ | ------------ | ------ | ------ | ------ | ------ | ------ | ------ |
| Stagione regolare | 1.000     | 3       | 3       | 0       | 0       | 152     | 14      | 3            | 3            | 0            | 0            | 140          | 35           | 6      | 6      | 0      | 0      | 292    | 49     |
| Playoff           | 1.000     | 1       | 1       | 0       | 0       | 38      | 7       | 0            | 0            | 0            | 0            | 0            | 0            | 1      | 1      | 0      | 0      | 38     | 7      |
| Totale            | 1.000     | 4       | 4       | 0       | 0       | 180     | 21      | 3            | 3            | 0            | 0            | 140          | 35           | 7      | 7      | 0      | 0      | 330    | 56     |

#### Statistiche personali

##### Marcatori
| Giocatore    | Ruolo | TD rush | TD recv | TD int | TD p.ret | TD k.ret | TD oth | Xp1 | Xp2 | FG | Saf | Totale |
| ------------ | ----- | ------- | ------- | ------ | -------- | -------- | ------ | --- | --- | -- | --- | ------ |
| Barrow       |       | 5+2     | 7+2     | 0      | 0        | 0        | 0      | 32  | 2   | 0  | 0   | 132    |
| Jalloh       |       | 6       | 5+1     | 0      | 1        | 0        | 0      | 0   | 0   | 0  | 0   | 78     |
| Suoste       |       | 8+1     | 1       | 0      | 0        | 0        | 0      | 0   | 0   | 0  | 0   | 60     |
| Korkeamäki   |       | 0       | 4       | 0      | 0        | 0        | 0      | 0   | 0   | 0  | 0   | 24     |
| Haapamäki    |       | 2       | 0       | 0      | 0        | 0        | 0      | 0   | 1   | 0  | 0   | 14     |
| V. Mäkelä    |       | 0       | 2       | 0      | 0        | 0        | 0      | 0   | 0   | 0  | 0   | 12     |
| M. Kass      |       | 0       | 0       | 0      | 0        | 0        | 0      | 0   | 1   | 0  | 0   | 2      |
| R. Viinamaki |       | 0       | 0       | 0      | 0        | 0        | 0      | 0   | 0+1 | 0  | 0   | 2      |

#### Passer rating
| Giocatore | G   | Att   | Comp  | Int | Yds     | TD   | NFL    | NCAA   |
| --------- | --- | ----- | ----- | --- | ------- | ---- | ------ | ------ |
| Haapamaki | 5+1 | 66+27 | 44+14 | 5+0 | 972+328 | 11+3 | 123,32 | 218,71 |
| Jalloh    | 6   | 68    | 38    | 3   | 453     | 8    | 97,24  | 141,84 |

### Seconda squadra

#### III-divisioona 2022

##### Stagione regolare
| Helsinki 4 giugno 2022 1ª giornata | Vaasa Vikings | 8 – 14 | Pirkkala Spartans II |  |

| Helsinki 4 giugno 2022 1ª giornata | Vaasa Vikings | 16 – 28 | Helsinki Wolverines Pink |  |

| Vaasa 18 giugno 2022 2ª giornata | Vaasa Vikings | 0 – 18 | Porvoon Teurastajat |  |

| Vaasa 18 giugno 2022 2ª giornata | Pirkkala Spartans II | 0 – 50 | Vaasa Vikings |  |

| Porvoo 30 luglio 2022 5ª giornata | Porvoon Teurastajat | 44 – 0 | Vaasa Vikings |  |

#### Statistiche di squadra
| Competizione | %Vittorie | In casa | In casa | In casa | In casa | In casa | In casa | In trasferta | In trasferta | In trasferta | In trasferta | In trasferta | In trasferta | Totale | Totale | Totale | Totale | Totale | Totale |
| Competizione | %Vittorie | G       | V       | N       | P       | Pf      | Ps      | G            | V            | N            | P            | Pf           | Ps           | G      | V      | N      | P      | Pf     | Ps     |
| ------------ | --------- | ------- | ------- | ------- | ------- | ------- | ------- | ------------ | ------------ | ------------ | ------------ | ------------ | ------------ | ------ | ------ | ------ | ------ | ------ | ------ |
| Campionato   | .250      | 2       | 0       | 0       | 2       | 8       | 32      | 2            | 1            | 0            | 1            | 50           | 44           | 4      | 1      | 0      | 3      | 58     | 76     |
| Totale       | .250      | 2       | 0       | 0       | 2       | 8       | 32      | 2            | 1            | 0            | 1            | 50           | 44           | 4      | 1      | 0      | 3      | 58     | 76     |

## Femminile

### Naisten I-divisioona 2022

#### Stagione regolare
| Vaasa 21 maggio 2022, ore 12:00 1ª giornata | Wasa Royals | 7 – 6 | Helsinki Wolverines Blue | Botniahallin ulkokenttä |

| Kotka 28 maggio 2022, ore 15:00 2ª giornata | Kotka Eagles | 22 – 20 | Wasa Royals | Karhulan keskuskenttä |

| Vaasa 18 giugno 2022, ore 15:00 4ª giornata | Wasa Royals | 0 – 60 | Oulu Northern Lights | Kaarlen kenttä |

| Helsinki 2 luglio 2022, ore 14:00 5ª giornata | Helsinki Roosters | 12 – 14 | Wasa Royals | Velodromo di Helsinki |

| Vaasa 9 luglio 2022, ore 15:00 6ª giornata | Wasa Royals | 15 – 0 | Jyväskylä Jaguars | Kaarlen kenttä |

#### Playoff
| Kotka 20 agosto 2022, ore 15:00 Semifinale | Kotka Eagles | 28 – 6 | Wasa Royals | Karhulan keskuskenttä |

### Statistiche di squadra
| Competizione      | %Vittorie | In casa | In casa | In casa | In casa | In casa | In casa | In trasferta | In trasferta | In trasferta | In trasferta | In trasferta | In trasferta | Totale | Totale | Totale | Totale | Totale | Totale |
| Competizione      | %Vittorie | G       | V       | N       | P       | Pf      | Ps      | G            | V            | N            | P            | Pf           | Ps           | G      | V      | N      | P      | Pf     | Ps     |
| ----------------- | --------- | ------- | ------- | ------- | ------- | ------- | ------- | ------------ | ------------ | ------------ | ------------ | ------------ | ------------ | ------ | ------ | ------ | ------ | ------ | ------ |
| Stagione regolare | .600      | 3       | 2       | 0       | 1       | 22      | 66      | 2            | 1            | 0            | 1            | 34           | 34           | 5      | 3      | 0      | 2      | 56     | 100    |
| Playoff           | .000      | 0       | 0       | 0       | 0       | 0       | 0       | 1            | 0            | 0            | 1            | 6            | 28           | 1      | 0      | 0      | 1      | 6      | 28     |
| Totale            | .500      | 3       | 2       | 0       | 1       | 22      | 66      | 3            | 1            | 0            | 2            | 40           | 62           | 6      | 3      | 0      | 3      | 62     | 128    |